# Ceropegia candelabrum
Ceropegia candelabrum är en oleanderväxtart som beskrevs av Carl von Linné. Ceropegia candelabrum ingår i släktet Ceropegia och familjen oleanderväxter. Inga underarter finns listade i Catalogue of Life.